# Енні Адамс Філдс
Енні Адамс Філдс (6 червня 1834 — 5 січня 1915) — американська письменниця, салоністка, соціальна реформаторка. Авторка збірок поезії та есеїстики, спогадів і біографій її знайомих літературників та літературниць. Також захоплювалася благодійністю, в якій знаходила найбільше задоволення. Останні роки провела як компаньйонка письменниці Сари Орн Джеветт.

## Життєпис

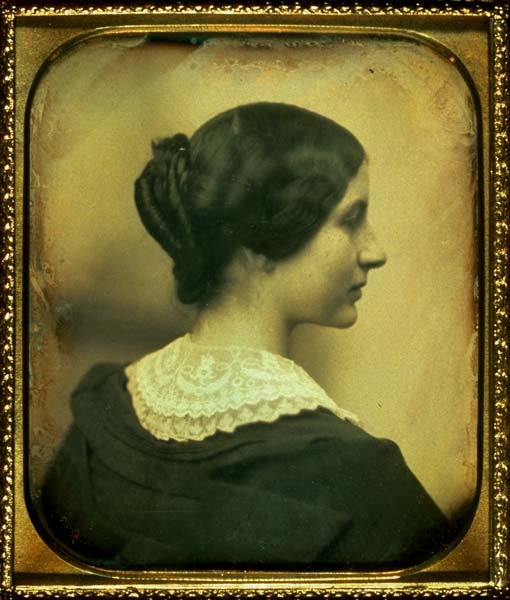
Дагеротип Енні Адамс Філдс (1834—1915)

### 1834—1881рр.
Народилася Енн Вест Адамс у Бостоні, штат Массачусетс, 9 червня 1834 року, шостою з семи дітей Забдіела Бойлстона Адамса та Сари Мей Голланд Адамс. Серед її братів і сестер був її брат Забдіел Бойлстон Адамс-молодший. Дівчинкою була зарахована до Школи для молодих леді в Бостоні під керівництвом Джорджа Баррелла Емерсона, найвпливовішої приватної середньої школи для дівчат у Бостоні, де студенток навчали самостійно читати та цінувати природу. Вона дотримувалася поради Емерсона щодо постійної освіти, вивчаючи іноземні мови, літературу, природу, історію, книги про подорожі та біографію, а також розвиваючи свою «силу вираження». За його пропозицією Філдс почала вести щоденник, хоча зазвичай приховувала в ньому власні почуття. Іноді вона записувала добрі думки чи прекрасні образи, які були представлені або навіяні під час спостереження, читання чи розмови, і часто зосереджувалася на записі застільних розмов своїх, часто видатних, гостей. Найбільш повна відповідність порад Емерсона його учням і діяльності Енні Філд випливає з його неодноразових наполягань на тому, що «кожне хороше життя обов'язково присвячене, прямо чи опосередковано, служінню людству».
15 листопада 1854 року пошлюбила Джеймса Т. Філдса в Королівській каплиці в Бостоні під час служби, яку проводив преподобний Езра Стайлз Ганнет. Вона була його другою дружиною; його перша була її двоюрідною сестрою. Чоловік був відомим і шанованим видавцем, і разом з ним вона заохочувала таких майбутніх письменниць, як Сара Орн Джуетт, Мері Елеонор Вілкінс Фріман та Емма Лазарус. Вона так само почувалася вдома з великими та визнаними діячами, зокрема з Ральфом Волдо Емерсоном і Гарієт Бічер-Стоу, чию біографію вона склала. У їхньому будинку на Чарльз Стріт, 148 у Бостоні, вона створила регулярний літературний салон, де збиралися автори та авторки. Філдс також була філантропкою і соціальною реформаторкою; зокрема, вона заснувала Holly Tree Inns, кав'ярні, де подають недорогі та поживні страви, і Lincoln Street Home, безпечне та недороге місце проживання для неодружених працюючих жінок.
Філдс і її чоловік стали близькими особистими друзями багатьох авторів та авторок, з якими працювало видавництво, часто приймаючи їх у себе вдома на вечері та ночівлі. Однак у 1868 році подруга Філдс Мері Ебіґейл Додж («Гейл Гамільтон») запідозрила погане поводження з Тікнор і Філдс і вважала, що вона заслуговує на більший гонорар. Джеймс Філдс спочатку ігнорував її скарги. У лютому Додж раптово розірвала дружбу з Енні Філдс. Місяцем пізніше Філдс записала своє засмучення через ситуацію у щоденнику: «Ми не забуваємо відчувати лютість… Гейл Гамільтон… Я дійсно думала, що вона піклується про мене! І тепер з'ясувала, що це було лише удавання чи використання, варто здригнутися. І все це за трохи нещаних грошей цього світу!». Після кількох місяців суперечок 1870 році Додж анонімно опублікувала книгу «Битва книг», в якій описувала свій негативний досвід.

### 1881—1915рр.

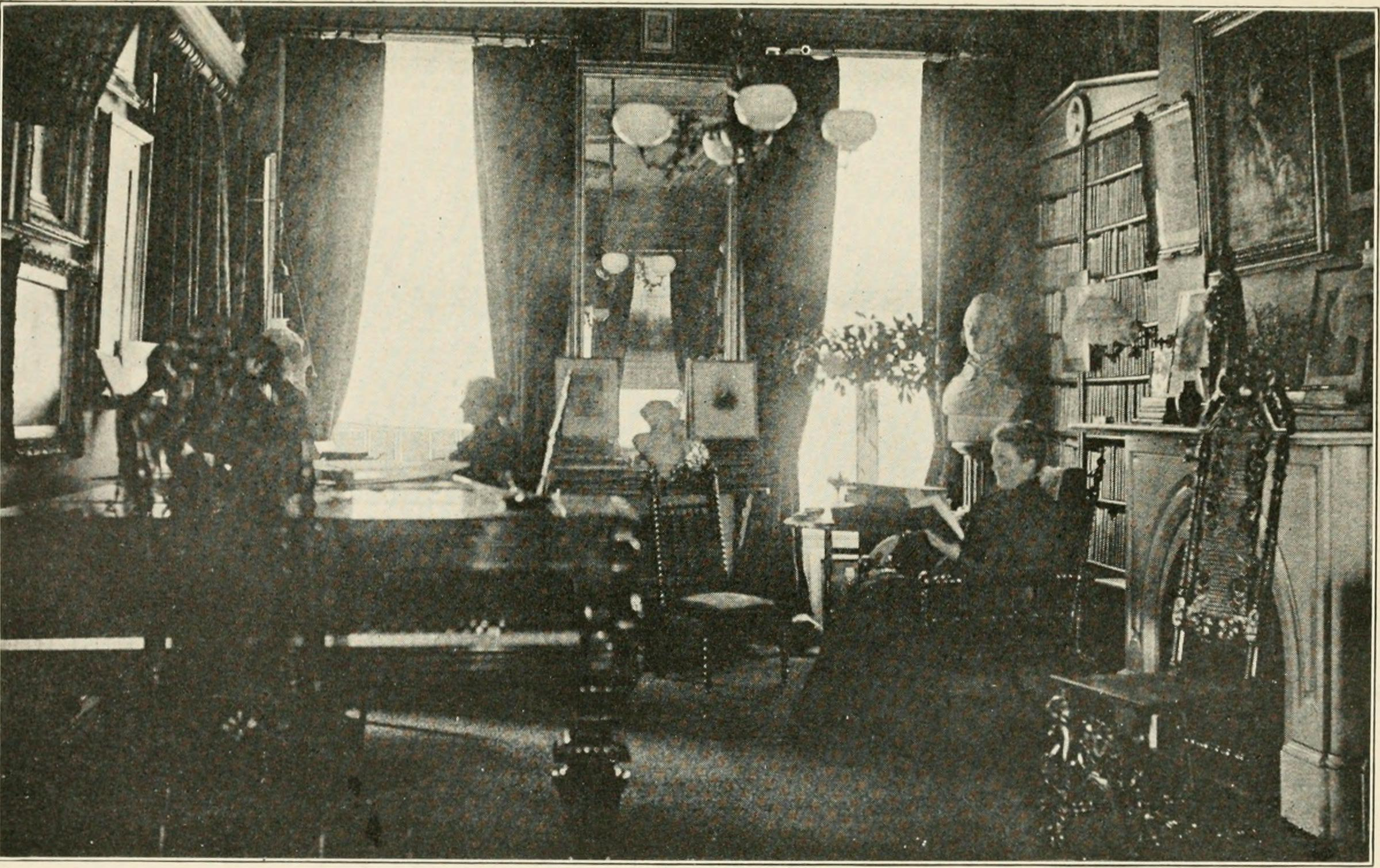
Філдс у бібліотеці свого дому на Чарльз-стріт із супутницею Сарою Орн Джеветт, опубліковано 1922 р.

Після смерті чоловіка у 1881 році Енні Адамс Філдс продовжувала займати центр літературного життя Бостона. Відмінною рисою творчості Філдс є співчутливе розуміння її подруг та друзів, які виявилися провідними літературними діячами та діячками свого часу.
Її найближчою подругою була Сара Орн Джеветт, прозаїкиня і авторка оповідань, яку її чоловік опублікував у The Atlantic. Філдс і Джеветт прожили разом до кінця життя Джеветт (вона померла у 1909 році). Джеветт провела зиму 1881—1882 рр. з Філдс у своєму будинку в Бостоні одразу після смерті чоловіка. Відтоді близько півроку вони ділили домівки одна з одною. Вони також подорожували разом, зокрема в 1882 році, коли разом відвідали Ірландію, Англію, Норвегію, Бельгію, Францію, Швейцарію та Італію. Під час поїздки знайомства Філдс дозволили їм зустрітися з такими європейськими авторами, як Чарльз Рід, Вільям Текерей і родиною Чарльза Дікенса. Разом вони знову відвідали Європу в 1892, 1898 і 1900 роках.
Є припущення щодо природи їхніх стосунків. Англійська письменниця Мері Коуден Кларк називала Філдс і Джеветт «жіночою парою», але частіше їх називали «бостонським подружжям». Після смерті своєї подруги Філдс опублікувала «Листи Сари Орн Джеветт» у 1911 році, хоча глибоко особисті уривки були відредаговані після наполягання їхнього спільного друга Марка Ентоні Де Вулфа Гоу, що спонукало деяких біографів описати стосунки Джуетт і Філдс як дружбу, листування зображує їхню глибоку любов одне до одного.

## Спадщина

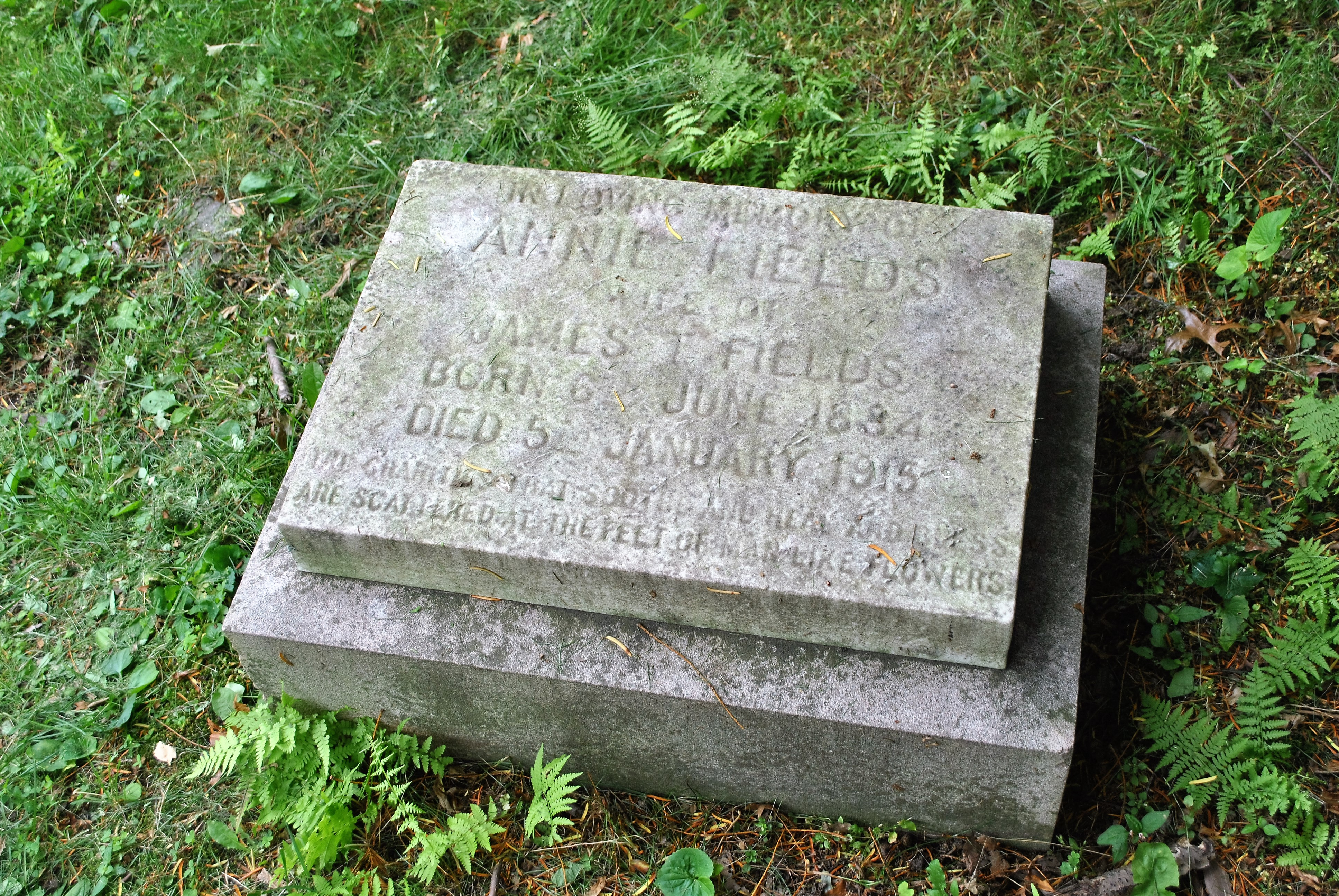
Надгробок Енні Адамс Філдс на кладовищі Маунт-Оберн, Кембридж, Массачусетс

Енні Адамс Філдс померла в 1915 році і похована на кладовищі Маунт-Оберн у Кембриджі разом зі своїм чоловіком. Літературне значення Філдс полягає насамперед у двох сферах: одна — це вплив, який вона мала на свого чоловіка у виборі творів, які будуть опубліковані Ticknor and Fields, головним видавництвом того часу. Він цінував її судження як відображення точки зору жінки.
По-друге, Філдс редагувала важливі збірки листів і біографічних нарисів. Серед її предметів були її чоловік Джеймс Т. Філдс, Джон Грінліф Віттієр, Селія Такстер і Гаррієт Бічер-Стоу, а також колекція листів Джеветт. Хоча це не є критичними науковими роботами (зокрема колекція Джеветт сильно відредагована), вони надають основний матеріал. Її книга «Автори та друзі» (1896) — це серія етюдів, найкращі з яких — Гаррієт Бічер-Стоу та Селії Такстер. Щоденники Філдс залишаються неопублікованими, за винятком уривків, опублікованих М. А. ДеВольф Гоу в 1922 році.
Вона та її чоловік дружили з багатьма головними літературними діячами та діячками свого часу, зокрема Віллою Кетер, Мері Еллен Чейз, Вільямом Діном Гавеллсом, Генрі Джеймсом, Редьярдом Кіплінгом, Гаррієт Бічер-Стоу, Альфредом Теннісоном, Олівером Венделлом Голмсом, Марком Твеном, Сарою Ваймен Вітмен, Генрі Водсворт Лонгфелло, Натаніелем Готорном, Лідією Марією Чайлд, Чарльзом Дадлі Ворнером і Джоном Ґрінліфом Віттієром.
Філдс залишається дещо загадковою фігурою. Її твори відображають традиційну орієнтацію на сентименталізм і культ справжньої жінки. Однак вона була прихильницею «жіночої емансипації», і її зв'язок із Джеветт та іншими свідчить про менш традиційну сторону. Вона залишила для нащадків ретельно відшліфований публічний образ ідеальної господині, благородної леді, під якою важко знайти справжню особу.
Місце її будинку на Чарльз-стріт є зупинкою Бостонської жіночої стежки.

## Творчість
- Ода (1863)
- Асфодель (1866)
- Діти Лівану (1872)

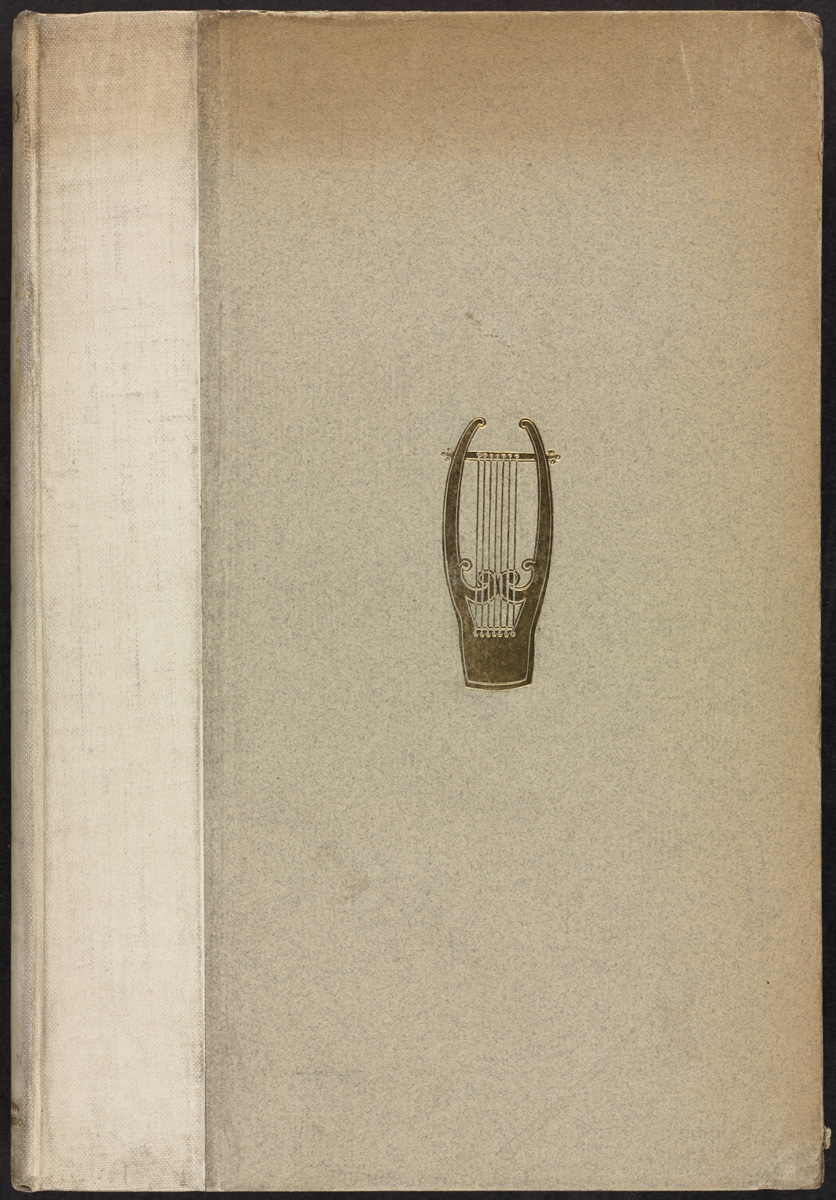
Орфей: Маска, 1900

- Джеймс Т. Філдс, Біографічні нотатки та особисті нариси (1881)
- Під оливою (1881)
- Віттієр, записки його життя та його дружби (1883)
- Філдс брала активну участь у бостонській благодійній діяльності та написав посібник із соціального забезпечення «Як допомогти бідним» (1883).
- Тиждень далеко від часу (написано анонімно, разом з іншими, 1887)
- Полиця старих книг (1894)
- Листи Селії Такстер (відред. Філдса з Р. Лембом, 1895)
- Співаючий пастух та інші вірші (1895)
- Автори та друзі (1896)
- Життя та листи Гаррієт Бічер-Стоу (за редакцією Філдса, 1897)
- Натаніель Готорн (1899)
- Орфей: Маска (1900)
- Повернення Персефони та Орфея (1900)
- Чарльз Дадлі Ворнер (1904)
- Філдс відредагував «Листи Сари Орн Джеветт» (ред., 1911)
- Спогади господині (за редакцією М. А. Де В. Гоу, 1922)
- Неопубліковані щоденники Енні Адамс Філдс знаходяться в Массачусетському історичному товаристві.

## Подальше читання
- Cather, W., Not Under Forty (1936).
- Davis, A. E., A Recovery of Connectedness in Annie Adams Fields' Authors and Friends and A Shelf of Old Books (thesis,1998).
- Harris, Susan K. The Cultural Work of the Late Nineteenth-Century Hostess: Annie Adams Fields and Mary Gladstone Drew. New York: Palgrave Macmillan, 2002.
- Howe, H., The Gentle Americans, 1864—1960: Biography of a Breed (1965).
- Howe, M. A. De Wolfe, Memories of a Hostess (1922).
- Fields, A., 'Microfilm Edition of the Annie Adams Fields Papers, 1852—1912 (microfilm, 1981). *Matthiessen, F. O., Sarah Orne Jewett (1929).
- Nigro, C. L., Annie Adams Fields: Female Voice in a Male Chorus (thesis,1996).
- Richards, L., Stepping Westward (1931).
- Roman, J., Annie Adams Fields: The Spirit of Charles Street (1990).
- Spofford, H. P., A Little Book of Friends (1916).
- Tryon, W. S., Parnassus Corner: A Life of James T. Fields (1963).
- Winslow, H. M., Literary Boston of Today (1902).